# Andrzej Wajda
Andrzej Witold Wajda [andřej vajda] (6. března 1926, Suwałki – 9. října 2016, Varšava) byl polský filmový režisér a dramatik, držitel mnoha filmových ocenění. Byl jednou z nejvýraznějších postav polské filmové školy. Vedle Romana Polańského je světově nejproslulejším polským filmovým tvůrcem.

## Život
Narodil se v roce 1926 v Suvalkách, kde prožil dětství. Jeho otec, Jakub Wajda, se stal obětí katyňského masakru. V roce 1946 začal studovat malířství na Akademii krásných umění v Krakově. Po ukončení studií v roce 1949 začal studovat režii na Vysoké filmové škole v Lodži. Studia dokončil v roce 1954.
Již první filmy z druhé poloviny 50. let přinesly autorovi mezinárodní věhlas. Náměty pro své filmy čerpá především z moderní historie (druhá světová válka, okupace Polska).
V roce 2000 získal Andrzej Wajda filmového Oscara za celoživotní dílo. Zemřel 9. října 2016 ve Varšavě, pohřben je v Krakově. V srpnu 2020 obdržel na 46. Letní filmové škole in memoriam Výroční cenu AČFK.

## Dílo
- 2016 Mžitky (Powidoki)

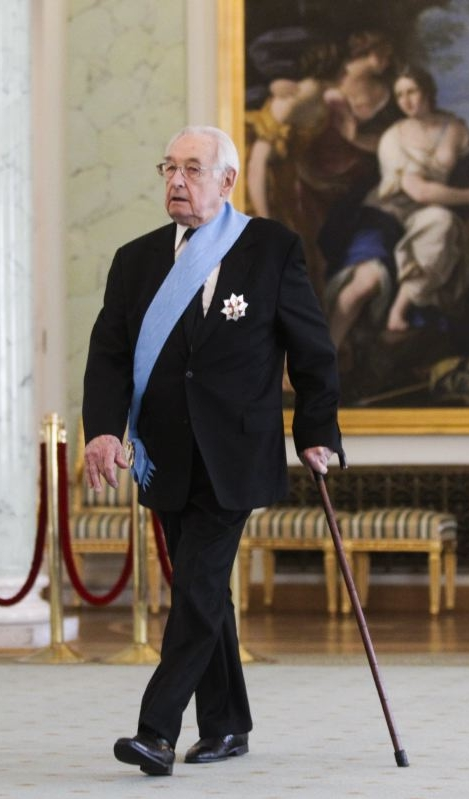
Andrzej Wajda s řádem Bílé orlice (2011)

- 2013 Wałęsa: člověk naděje (Wałęsa:Człowiek z nadziei)
- 2007 Katyň (Katyń)
- 2002 Pomsta (Zemsta)
- 2000 Wyrok na Franciszka Kłosa (televizní film)
- 1999 Pan Tadeáš (Pan Tadeusz)
- 1996 Slečna Nikdo (Panna Nikt)
- 1995 Velký týden (Wielki tydzień)
- 1994 Nastasja (Nastazja)
- 1993 Prstýnek s orlem v korunce (Pierścionek z orłem w koronie)
- 1990 Korczak
- 1988 Běsi (Biesy)
- 1986 Kronika milostných nehod (Kronika wypadków miłośnych)
- 1983 Danton
- 1983 Eine Liebe in Deutschland
- 1981 Člověk ze železa (Człowiek z żelaza)
- 1980 Dirigent
- 1979 Slečny z Vlčí (Panny z Wilka)
- 1978 Bez umrtvení (Bez znieczulenia)
- 1976 Člověk z mramoru (Człowiek z marmuru)
- 1976 Hranice stínu (Smuga cienia)
- 1975 Země zaslíbená (Ziemia obiecana)
- 1973 Veselka (Wesele)
- 1970 Březový háj (Brzezina)
- 1970 Krajina po bitvě (Krajobraz po bitwie)
- 1969 Lov na mouchy (Polowanie na muchy)
- 1969 Vše na prodej (Wszystko na sprzedaż)
- 1968 Gates to Paradise
- 1965 Popely (Popioły)
- 1962 Láska ve dvaceti letech
- 1961 Lady Macbeth z Mcenského Újezdu (Powiatowa lady Makbet)
- 1961 Samson
- 1960 Nevinní čarodějové
- 1959 Lotna
- 1958 Popel a démant (Popioł i diament)
- 1957 Kanály (Kanał)
- 1955 Jdu ke slunci (Idę do słońca)
- 1954 Nezvaní hosté
- 1952 Když spíš (Kiedy ty spisz)
- 1950 Zlý chlapec (Zły chłopiec)